# ابن ازرق فارقی
احمد بن یوسف بن ازرق الفارقی (حدود ۱۱۱۶ - حدود ۱۱۷۶) وقایع نگاری از میافارقین، سیلوان در دیاربکر امروزی بود. اثر عمده او، تاریخ مایافارقین و عمید، به زبان عربی نوشته شده‌است.

## زندگی
ابن الازرق در اوایل زندگی خود عامل بازرگانی حاکم ارتوقی حسام الدین تیمورتاش پسر ایلغازی بود. در یکی از اقامت‌هایش در بغداد، در سال ۱۱۴۰، به مدت شش ماه تحت تعلیم علمای برجسته مسلمان قرار گرفت. او از سال ۱۱۵۳ تا ۱۱۵۴ در دربار پادشاه دمتریوس اول گرجستان عنوان منشی او بود. ابن ازرق در آثار خود به‌طور خاص از رفتار خیرخواهانه پادشاه مسیحی با مسلمانان یاد می‌کند. او مجدداً در سال ۱۱۶۲ یا ۱۱۶۳ در پادشاهی گرجستان بود، قبل از اینکه اشرف الوقف، یا متولی وقف در مایافارقین در سال ۱۱۶۶ یا ۱۱۶۷ شود. سپس به شهر زادگاهش بازگشت. سال فوت او مشخص نیست. کار او یک وقایع نگاری است که عمدتاً بر منطقه دیار بکر متمرکز شده‌است، اما حاوی جزئیات مهمی در مورد جغرافیا و تاریخ مناطق همجوار است.